# Olaf Heukrodt
Olaf Heukrodt (n. 23 ianuarie 1962, Magdeburg, RDG) este un canoist german, medaliat olimpic. A participat la 3 ediții ale Jocurilor Olimpice (1980, 1988, 1992) în care a câștigat o medalie de aur, două medalii de argint și două medalii de bronz.